# Jan Kusber
Jan Kusber (* 29. März 1966 in Husum) ist ein deutscher Historiker und Professor für Osteuropäische Geschichte in Mainz.

## Leben
Ab 1986 studierte Kusber an der Christian-Albrechts-Universität zu Kiel Osteuropäische Geschichte, Slawische Philologie und Neue und Mittlere Geschichte. Mit einer Doktorarbeit zum Russisch-Japanischen Krieg wurde er 1995 in Kiel zum Dr. phil. promoviert. Von 1996 bis 2002 war er Wissenschaftlicher Assistent am Seminar für Osteuropäische Geschichte in Kiel, wo er sich 2001 habilitierte. Nach einer Zeit als Oberassistent (2002/2003) ebendort ist er seit 2003 als Nachfolger von Erwin Oberländer Professor für Osteuropäische Geschichte an der Johannes Gutenberg-Universität Mainz. Von 2005 bis 2008 war er dort Gründungsdekan des Fachbereichs 07, von 2006 bis 2010 Stellvertretender Sprecher der Johannes Gutenberg-Akademie für wissenschaftlichen Nachwuchs, von 2009 bis 2011 Stellvertretender Sprecher des Forschungsschwerpunktes „Historische Kulturwissenschaften“. Er war Mitglied und Stellvertretender Direktor des Gutenberg-Forschungskollegs (GFK) (2007–2013) und Stellvertretender Vorsitzender des Hochschulrates der Johannes Gutenberg-Universität Mainz (2008–2013).
Er war Erster Vorsitzender des Verbandes der Osteuropahistorikerinnen und -historiker Deutschlands (2009–2015). Von 2015 bis 2023 war er Vizepräsident der Deutschen Gesellschaft für Osteuropakunde. Er ist Mitherausgeber der Jahrbücher für Geschichte Osteuropas und der Historischen Mitteilungen der Ranke-Gesellschaft.
Schwerpunkte seiner Forschungs- und Vortragstätigkeit sind die Geschichte Russlands, der Ukraine und der Sowjetunion sowie Polens vom 15. bis ins 20. Jahrhundert sowie die Geschichte Lettlands.

## Schriften (Auswahl)
Monografien
- Katharina die Große – Legitimation durch Reform und Expansion. Kohlhammer, Stuttgart 2022, ISBN 978-3-17-021630-3.
- Kleine Geschichte St. Petersburgs. Friedrich Pustet, Regensburg 2009, ISBN 978-3-7917-2227-6.
- Eliten- und Volksbildung im Zarenreich während des 18. und in der ersten Hälfte des 19. Jahrhunderts – Studien zu Diskurs, Gesetzgebung und Umsetzung (= Quellen und Studien zur Geschichte des östlichen Europa. Band 65). Franz Steiner, Stuttgart 2004, ISBN 3-515-08552-1 (erweiterte russische Ausgabe: Воспитание элит и народное образование в Российской империи XVIII – первой половины XIX века, Moskau 2018, ISBN 978-5-8243-2250-7).
- Krieg und Revolution in Rußland 1904–1906 – Das Militär im Verhältnis zu Wirtschaft, Autokratie und Gesellschaft (= Quellen und Studien zur Geschichte des östlichen Europa. Band 47). Franz Steiner, Stuttgart 1997, ISBN 3-515-07044-3.

Herausgeberschaften
- mit Ivars Ījabs, Ilgvars Misāns, Erwin Oberländer (Hrsg.): Lettland 1918–2018. Ein Jahrhundert Staatlichkeit. Paderborn 2018.
- mit Irene Dingel und Malgorzata Morawiec (Hrsg.): Die europäische Integration und die Kirchen III. Personen und Kontexte (= Veröffentlichungen des Instituts für Europäische Geschichte. Beihefte. Band 115), Göttingen 2017.
- mit Manfred Sapper, Volker Weichsel, Jörn Happel, Heidi Hein-Kircher (Hrsg.): Vermessene Welt. Osteuropaexperten im 20. Jahrhundert (= Osteuropa, 67. Jg., 1–2/2017), Berlin 2017.
- mit Benjamin Conrad und Hans-Christian Maner: Parlamentarier der deutschen Minderheit im Europa der Zwischenkriegszeit. Droste Verlag, Düsseldorf 2015, ISBN 978-3-7700-5327-8.
- mit Anita Prettenthaler-Ziegerhofer, Michael Kißener: Zwischenräume. Grenznahe Beziehungen in Europa seit den 1970er Jahren. Innsbruck, Wien, Bozen 2011.
- mit Rudolf Jaworski: Erinnern mit Hindernissen. Osteuropäische Gedenktage und Jubiläen im 20. und zu Beginn des 21. Jahrhunderts. Münster u. a. 2011.
- mit Mechthild Dreyer, Jörg Rogge und Andreas Hütig: Historische Kulturwissenschaften. Positionen, Praktiken und Perspektiven. Bielefeld 2010.
- mit Ilja Gerasimov, Aleksandr Semyonov: Empire Speaks out? Languages of Rationalization and Self-Description in the Russian Empire. Leiden 2009.
- mit Andreas Frings: Das Zarenreich, das Jahr 1905 und seine Wirkungen. Bestandsaufnahmen. Münster u. a. 2007.
- mit Hans-Christian Petersen: Neuanfang im Westen. 60 Jahre Osteuropaforschung in Mainz. Stuttgart 2007.
- mit Rudolf Jaworski, Ludwig Steindorff: Gedächtnisorte in Osteuropa. Vergangenheiten auf dem Prüfstand. Frankfurt u. a. 2003.
- mit Eckhard Hübner, Peter Nitsche: Rußland zur Zeit Katharinas II. Aufklärung, Absolutismus, Pragmatismus. Köln, Wien 1998.
- mit Eckhard Hübner, Ekkehard Klug: Zwischen Christianisierung und Europäisierung. Beiträge zur Geschichte Osteuropas in Mittelalter und Früher Neuzeit. Stuttgart 1998.
- mit Stephan Conermann: Die Mongolen in Asien und Europa. Frankfurt am Main 1997.